# 王阳娟
王阳娟（1964年—），湖南常德人，汉族，中华人民共和国湘剧表演艺术家、政治人物，湖南省湘剧院副院长，第十一届全国人民代表大会湖南地区代表。

## 生平
毕业于湖南省常德市艺术学校戏曲表演专业。2008年起担任全国人大代表。